# Neotorularia karatavica
Neotorularia karatavica là một loài thực vật có hoa trong họ Cải. Loài này được (Myrz. & Bajtenov) Czerep. mô tả khoa học đầu tiên năm 1995.